# طويل اليد
طويل اليد (الاسم العلمي: Mecochirus)، هو جنس منقرض من القشريات عشاريات الأرجل التي تشبه جراد البحر، وتحتوي على 17 نوعًا. خُصصت عينة ماكسبرغ من الأركيوبتركس في البداية إلى النوع، Mechocirus longimanatus قبل أن يتم إدراك أنها تنتمي إلى Archaeopteryx lithographica.

## علم الأحياء القديمة
Mecochirus rapax ربما عاش داخل أو أنتج جحور ثالاسينويدس